# Klaudijus
Klaudijus ist ein litauischer männlicher Vorname, abgeleitet von Klaudius (Claudius). Die weibliche Form ist Klaudija.

## Personen
- Klaudijus Kašinskis (* 1984), Badmintonspieler
- Klaudijus Stanionis (* 1951), Manager und Politiker